# Tourist Trophy Polski
Tourist Trophy Polski – odbywający się w Wiśle, w latach 1931 do 1939, międzynarodowy, motocyklowy wyścig górski. Organizowany przez Cieszyński Klub Motocyklowy Związku Strzeleckiego był największym wyścigiem motocyklowym w Polsce.
Na trasę wyścigu wybrano szosę samochodową od restauracji „Oaza", przez przełęcz Kubalonka, stąd obok zameczku Pana Prezydenta do doliny Czarnej i Białej Wisły, a dalej przez Malinkę do „Oazy". Było to okrążenie typowo górskie o długości 18 km, posiadające 133 zakręty.
Pierwszy wyścig odbył się w lipcu 1931 o nagrodę Pana Prezydenta RP. Na starcie stanęły 42 maszyny. Wśród zawodników było 5 Polaków, resztę stanowili motocykliści zagraniczni. Najlepszy czas dnia uzyskał Rudolf Bogusławski (Polska) z Rybnika.
Drugi wyścig odbył się w dniu 17 lipca 1932 i zgromadził na starcie 55 maszyn, w tym 29 polskich. Najlepszy czas dnia uzyskał Martin Schneeweiss (Austria).
Trzeci wyścig, zaliczony wówczas do trudniejszych konkurencji motocyklowych w Europie, odbył się w dniu 6 sierpnia 1933 i zgromadził na starcie 67 jeźdźców z 6 państw. Najlepszy czas dnia uzyskał Rudolf Runtsch (Austria).
W zawodach brał udział także jako reprezentant Polski Herbert Hennek.
Wyścigi organizowane były do końca II RP, z roku na rok gromadząc coraz więcej uczestników, stanowiących elitę kierowców z kraju i zagranicy. Przy okazji wyścigu odbywały się też zjazdy motocykli i samochodów w Cieszynie.